# Google Pixel
Google Pixel — линейка потребительских устройств компании Google, включающая в себя смартфоны, планшеты, ноутбуки и аксессуары. Отличается тем, что дизайн устройств разработан самой корпорацией.
На 2018 год доля линейки на рынке смартфонов в США и Западной Европе оценивалась в 2 %.

## Смартфоны

### Pixel и Pixel XL
Pixel и Pixel XL — первые смартфоны в линейке Собираются компанией HTC, были представлены 4 октября 2016 года на специальной презентации в Сан-Франциско.
- Дисплей: 5 ″ (127,0000000 мм), FHD, AMOLED, 441 ppi или 5,5 ″ (140 мм) QHD AMOLED 534 ppi
- Память: 32 или 128 ГБ
- RAM: 4 ГБ (LPDDR4)
- Процессор: 2,15 ГГц + 1,6 ГГц, четырёхъядерный, 64-битный (ARMv8-а) Qualcomm Snapdragon 821

По состоянию на октябрь 2017 года доля данных телефонов на рынке смартфонов США оценивалась в 0,7 процента.

### Pixel 2 и Pixel 2 XL
Pixel 2 был представлен в октябре 2017 года в двух размерах. Содержит дисплей типа OLED: 5 дюймовый 1080×1920 AMOLED в Pixel 2 и 6 дюймовый 1440×2880 P-OLED в 2 XL. Покрытие дисплея — Corning Gorilla Glass 5. В роли центрального процессора выступает система на кристалле Qualcomm Snapdragon 835. Объём флеш-памяти телефонов — 64 или 128 ГБ, оперативной памяти — 4 ГБ LPDDR4X. Поставляется с ОС Android 8.0, позже обновлен до Android 11.
В 2017 году суммарные поставки Pixel и Pixel 2 составили 3,9 миллиона устройств.

### Pixel 3 и Pixel 3 XL
Pixel 3 был представлен в октябре 2018 года в двух размерах. Используют ОС Android 9.0 Pie. Дисплей был увеличен до 5,5-дюймового OLED 2160×1080 в Pixel 3 и 6,3 дюймов 2960×1440 в Pixel 3 XL. Процессор обновлен до Qualcomm Snapdragon 845. Объём флеш-памяти телефонов — 64 или 128 ГБ, оперативной памяти — 4 ГБ LPDDR4X.

### Pixel 3a и Pixel 3a XL
Pixel 3a был представлен 7 мая 2019 года в двух размерах. Смартфоны позиционируются как младшая модель версии Pixel 3, но с такими же камерами. На телефон изначально установлена Android 9.0, с AMOLED экраном диагональю 5,6 дюйма и разрешением 2220×1080 пикселей (6,0 дюйма и 2160×1080 пикселей для XL версии), аккумулятором ёмкостью 3000 мА·ч. Смартфон работает на Qualcomm Snapdragon 670. Объём пзу составляет 64 ГБ, оперативной памяти 4 ГБ LPDDR4X.

### Линейка Pixel 4
Pixel 4 был представлен 15 октября 2019 года в двух размерах. Устройства работают под управлением ОС Android 10. Диагональ Pixel 4 — 5,7 дюйма, Pixel 4 XL — 6,3 дюйма. Оба смартфона поддерживают частоту обновления 90 Гц. В качестве процессоров используются чипсеты Snapdragon 855 в паре с 6 гигабайт оперативной памяти и 64 или 128 встроенной.
Pixel 4a был представлен 3 августа 2020 года, Pixel 4a 5G в сентябре 2020 года. Диагональ Pixel 4a — 5,81 дюйма, Pixel 4a 5G — 6,2 дюйма.
Используется OLED-дисплей в обоих телефонах. Оба поддерживают только 60 Гц. Производительность: Qualcomm Snapdragon 730G с Adreno 618, 6 Гб ОЗУ и 128 Гб ПЗУ (Pixel 4a), Qualcomm Snapdragon 765G с Adreno 620, ОЗУ 6 Гб, 128 Гб ПЗУ. Аккумулятор: 3140 мА•ч (Pixel 4a 5G), 3800 мА•ч, у обоих поддерживается быстрая зарядка с мощностью 18 Вт.
Цена: 349 долларов, 350 евро (Pixel 4a), 449 долларов, 499 евро (Pixel 4a 5G).

### Pixel 5
Pixel 5 был представлен 30 сентября 2020 года.
- Дисплей: 6,0" OLED, разрешение 2340×1080 (19,5:9); покрытие — Corning Gorilla Glass 6.
- Процессор: Qualcomm Snapdragon 765G
- Память: 128 GB
- ОЗУ(RAM): 8 GB LPDDR4X
- Камера: основная двойная 12,2 МП с диафрагмой f/1.7 и сверхширокоугольная 16 МП с диафрагмой f/2.2, фазовый автофокус Dual Pixel, оптическая и электронная стабилизация; фронтальная камера 8 МП с диафрагмой f/2.0
- Аккумулятор: несъемный 4080 мА•ч; поддержка быстрой зарядки с мощностью 18 Вт и беспроводной зарядки. Возможна реверсивная беспроводная зарядка других устройств
- Корпус: сплав алюминия, покрыт «биосмолой», степень защиты от влаги и пыли IP68
- Цвета: черный (Just Black) и серо-зеленый (Sorta Sage)
- ОС: Android 11

### Pixel 6 и Pixel 6 Pro
Pixel 6 и Pixel 6 Pro были представлены в октябре 2021 года. Устройства работают под управлением Android 12, будут получать обновления 3 года, обновления безопасности — 5 лет.
Устройства получили обновлённый дизайн, большие дисплеи, улучшенную камеру и систему на чипе собственной разработки, получившую название Tensor.
Оба смартфона получили большие дисплеи. Версия Google Pixel 6 оснащена 6,4-дюймовым OLED дисплеем разрешением 1080p и частотой обновления 90 Гц. В то же время модель Pixel 6 Pro получила 6,7-дюймовый LTPO AMOLED дисплей с разрешением 1440p, частотой 120 Гц и закруглёнными боковыми гранями.
Также смартфоны получили защиту от пыли и воды в соответствии со стандартом IP68, сканеры отпечатков пальцев в дисплее, стереодинамики, поддержку быстрой проводной и быстрой беспроводной зарядки.
| Характеристики     | Pixel 6 | Pixel 6 pro |
| ------------------ | --- | --- |
| Дисплей            | 6,4 дюйма AMOLED FHD+ (2340х1080) 90 Гц, HDR10+ Gorilla Glass Victus                                       | 6,71 дюйма LTPO AMOLED QHD+ (3120х1400) 120 Гц, HDR10+ Gorilla Glass Victus |
| Процессор          | Google Tensor                                                                                              | Google Tensor |
| ОЗУ                | 8 ГБ LPDDR5                                                                                                | 12 ГБ LPDDR5 |
| Основная камера    | Широкоугольная: 50 Мп, Samsung GN1, f/1.8, OIS Сверхширокоугольная: 12 Мп, f/2.2, угол обзора 114 градусов | Широкоугольная: 50 Мп, Samsung GN1, f/1.8, OIS Сверхширокоугольная: 12 Мп, f/2.2, угол обзора 114 градусов Телефото: 48 Мп f/3.5, 4X оптическое увеличение, 20Х цифровое увеличение |
| Фронтальная камера | 8 Мп, f/2.0                                                                                                | 11,1 Мп, f/2.2 |
| Батарея            | 4600 мАч Проводная зарядка: 30 Вт Беспроводная зарядка: 21 Вт                                              | 5000 мАч Проводная зарядка: 30 Вт Беспроводная зарядка: 23 Вт |
| Прочее             | 5G NR (mmWave) NFC Ultra-wideband (UWB) Bluetooth 5.2 Type-C Wi-Fi 6E (802.11ax) IP68 Стереодинамики       | 5G NR (mmWave) NFC Ultra-wideband (UWB) Bluetooth 5.2 Type-C Wi-Fi 6E (802.11ax) IP68 Стереодинамики                                                                                |

### Pixel 7 и Pixel 7 Pro
Pixel 7 и Pixel 7 Pro были представлены 6 октября 2022 года. Смартфоны работают под управлением ОС Android 13. Google обещает выпуск номерных обновлений в течение трёх лет, а обновления безопасности — 5 лет.
Оба устройства получили фирменный процессор Tensor G2, выполненный по 4-нм техпроцессу, защиту от воды и пыли по степени IP68, и слегка обновлённый дизайн.
| Модель      | Дисплей                                                                                     | Чип                                                                                                  | Камеры | Коммуникации                        |
| ----------- | ------------------------------------------------------------------------------------------- | --- | --- | ----------------------------------- |
| Pixel 7     | 6,3 дюйма, разрешение 1080 x 2400: 90 герц: OLED: стекло Corning Gorilla Glass Victus;      | Tensor 2: 4 ядра по 1,8 ГГц: Cortex-A55 2 ядра по 2,35 ГГц: Cortex-A78 2 ядра по 2,85 ГГц: Cortex-X1 | Основная: 50 мегапикселей f1.85 размер пикселя 1,20 мк. Биннинг 2x2 (4); Широкоугольная камера: 12 мегапикселей: f2.2: размер пикселя 1,55 мк;                                                                         | Wi-Fi 6, Bluetooth 5.2, GPS A-GPS.  |
| Pixel 7 Pro | 6,7 дюйма, разрешение 1440 x 3120: LTPO OLED 120 герц: стекло Corning Gorilla Glass Victus; | Tensor 2: 4 ядра по 1,8 ГГц: Cortex-A55 2 ядра по 2,35 ГГц: Cortex-A78 2 ядра по 2,85 ГГц: Cortex-X1 | Основная: 50 мегапикселей: f1.85 размер пикселя 1,20 мк. Биннинг 2x2(4); Широкоугольная камера: 12 мегапикселей f2.2 размер пикселя 1,55 мк; Телеобъектив 48 мегапикселей f3.5 размер пикселя 0,45 мк. биннинг 2x2 (4) | Wi-Fi 6, Bluetooth 5.2, GPS A-GPS.  |
| Pixel 7a    | 6,1 дюйма, 1080 x 2400, OLED 90 герц, Gorilla Glass 3.                                      | Tensor 2, 4 ядра по 1,8 ГГц: Cortex-A55 2 ядра по 2,35 ГГц: Cortex-A78 2 ядра по 2,85 ГГц: Cortex-X1 | Основная: 64 мегапикселей f 1.89, размер пикселя 0,70 мк, биннинг 2x2 (4): Широкоугольная камера 13 мегапикселей f2.2.                                                                                                 | Wi-Fi 6E, Bluetooth 5.2, GPS A-GPS. |

### Pixel 8 и Pixel 8 Pro
Pixel 8 и Pixel 8 Pro были официально анонсированы 4 октября 2023 года на ежегодном мероприятии Made by Google и будут выпущены в США 13 октября. Они работают на чипе Google Tensor третьего поколения и имеют дизайн, схожий с дизайном серии Pixel 7. Они будут поставляться с операционной системой Android 14.
| Модель      | Дисплей                                                                              | Чип      | Камеры | Коммуникации                       |
| ----------- | ------------------------------------------------------------------------------------ | -------- | --- | ---------------------------------- |
| Pixel 8     | 6.2 дюйма OLED, разрешение 1080 x 2400 120 герц, стекло Gorilla Glass Victus         | Tensor 3 | Основная: 50 мегапикселей f1.69, размер пикселя 1.20 мк, биннинг 2x2 (4): Широкоугольная + макро объектив 12 мегапикселей f2.2 размер пикселя 0.80 мк.                                                  | Wi-Fi 7, Bluetooth 5.3, GPS A-GPS. |
| Pixel 8 Pro | 6.7 дюйма LTPO OLED, разрешение 1344 x 2992. 120 герц, стекло Gorilla Glass Victus 2 | Tensor 3 | Основная: 50 мегапикселей f1.69 размер пикселя 1.20 мк, биннинг 2x2 (4): Широкоугольная + макро объектив 48 мегапикселей f1.95: телеобъектив 48 мегапикселей f2.8 размер пикселя 0.70, биннинг 2x2 (4). | Wi-Fi 7, Bluetooth 5.3, GPS A-GPS. |
| Pixel 8a    | 6.1 дюйма OLED, разрешение 1080 x 2400, 120 герц, стекло Gorilla Glass 3             | Tensor 3 | Основная: 64 мегапикселей f1.89 размер пикселя 0.70 мк, биннинг 2x2: Широкоугольный + макро объектив 13 мегапикселей f2.2 размер пикселя 1.12 мк.                                                       | Wi-Fi 7, Bluetooth 5.3, GPS A-GPS  |

### Pixel 9 и Pixel 9 Pro
Pixel 9 и Pixel 9 Pro были официально анонсированы 13 августа 2024 года на ежегодном мероприятии Made by Google и будут выпущены в США 22 августа. Они работают на чипе Google Tensor четвёртого поколения и имеют дизайн, схожий с дизайном серии Pixel 8. Они будут поставляться с операционной системой Android 14.
| Модель      | Дисплей                                                                            | Чип      | Камеры | Коммуникации                       |
| ----------- | ---------------------------------------------------------------------------------- | -------- | --- | ---------------------------------- |
| Pixel 9     | 6.3 дюйма OLED, разрешение 2424x1080 120 герц, стекло Gorilla Glass Victus 2       | Tensor 4 | Основная: 50 мегапикселей f1.68, размер пикселя 1.20 мк, биннинг 2x2 (4): Широкоугольная + макро объектив 48 мегапикселей f1.7 размер пикселя 0.80 мк.                                                | Wi-Fi 7, Bluetooth 5.3, GPS A-GPS. |
| Pixel 9 Pro | 6.3 дюйма LTPO OLED, разрешение 2856x1280. 120 герц, стекло Gorilla Glass Victus 2 | Tensor 4 | Основная: 50 мегапикселей f1.7 размер пикселя 1.20 мк, биннинг 2x2 (4): Широкоугольная + макро объектив 48 мегапикселей f1.7: телеобъектив 48 мегапикселей f2.8 размер пикселя 0.70, биннинг 2x2 (4). | Wi-Fi 7, Bluetooth 5.3, GPS A-GPS. |

### Pixel 9 Pro XL
Pixel 9 Pro XL был официально анонсирован 13 августа 2024 года на ежегодном мероприятии Made by Google и будет выпущен в США 22 августа. Он работает на чипе Google Tensor четвёртого поколения и имеет дизайн, схожий с дизайном серии Pixel 8. Он будет поставляться с операционной системой Android 14.
| Модель         | Дисплей                                                                           | Чип      | Камеры | Коммуникации                       |
| -------------- | --------------------------------------------------------------------------------- | -------- | --- | ---------------------------------- |
| Pixel 9 Pro XL | 6.8 дюйма LTPO OLED, разрешение 2992x1344 120 герц, стекло Gorilla Glass Victus 2 | Tensor 4 | Основная: 50 мегапикселей f1.7 размер пикселя 1.20 мк, биннинг 2x2 (4): Широкоугольная + макро объектив 48 мегапикселей f1.7: телеобъектив 48 мегапикселей f2.8 размер пикселя 0.70, биннинг 2x2 (4). | Wi-Fi 7, Bluetooth 5.3, GPS A-GPS. |

### Pixel 9 Pro Fold
Pixel 9 Pro Fold был официально анонсирован 13 августа 2024 года на ежегодном мероприятии Made by Google и будет выпущен в США 4 сентября. Он работает на чипе Google Tensor четвёртого поколения. Он будет поставляться с операционной системой Android 14.
| Модель           | Дисплей | Чип      | Камеры | Коммуникации                       |
| ---------------- | --- | -------- | --- | ---------------------------------- |
| Pixel 9 Pro Fold | 8 дюймов LTPO OLED, разрешение 2152x2076 120 герц, стекло Gorilla Glass Victus 2 Второй Дисплей: 6.3 дюйма OLED, разрешение 2424x1080 120 герц, стекло Gorilla Glass Victus 2 | Tensor 4 | Основная: 48 мегапикселей f1.7 размер пикселя 1.20 мк, биннинг 2x2 (4): Широкоугольная + макро объектив 10.5 мегапикселей f2.2: телеобъектив 10.8 мегапикселей f3.1 размер пикселя 0.70, биннинг 2x2 (4). | Wi-Fi 7, Bluetooth 5.3, GPS A-GPS. |

## Планшеты

### Pixel C
Pixel C — первый планшет в линейке Pixel. Был представлен 29 сентября 2015 года.
- Дисплей: 10,2", 2560x1800 пикселей
- Память: 32 или 64 ГБ
- RAM: 3 ГБ
- Камеры: 8 Мп (задняя), 2 Мп (фронтальная)
- Разъёмы: USB-C, 3,5-миллиметровый вход для наушников
- ОС: Android 6.0.1 Marshmallow с возможностью обновления до Android Nougat

### Pixel Slate
Планшет Pixel Slate появился в октябре 2018 года. Содержит 2 порта типа USB-C, однако лишился TRRS-разъёма для подключения традиционных наушников. Планшет использует центральный процессор Intel из модельных рядов Celeron, Core m3, Core i5 или Core i7, и работает под управлением системы Chrome OS. Дисплей с диагональю 12,3 дюйма и разрешением 3000x2000. Объём флеш-памяти — 32, 64, 128 или 256 ГБ, объём ОЗУ 4, 8 или 16 ГБ. Две камеры по 8 Мп, батарея на 48 Вт*ч.

### Pixel Tablet
Pixel Tablet вышел в июне 2023 года.
- Дисплей: 10,95", IPS LCD, 1600 × 2560 пикселей, соотношение сторон 16:10.
- Процессор: восьмиядерный Google Tensor G2.
- Камера: 8 МП
- Передняя камера: 8 МП
- Встроенная память: 128 или 256 Гб.
- Оперативная память: 8 Гб
- Операционная система: Android 13

## Ноутбуки

### Chromebook Pixel (2013)

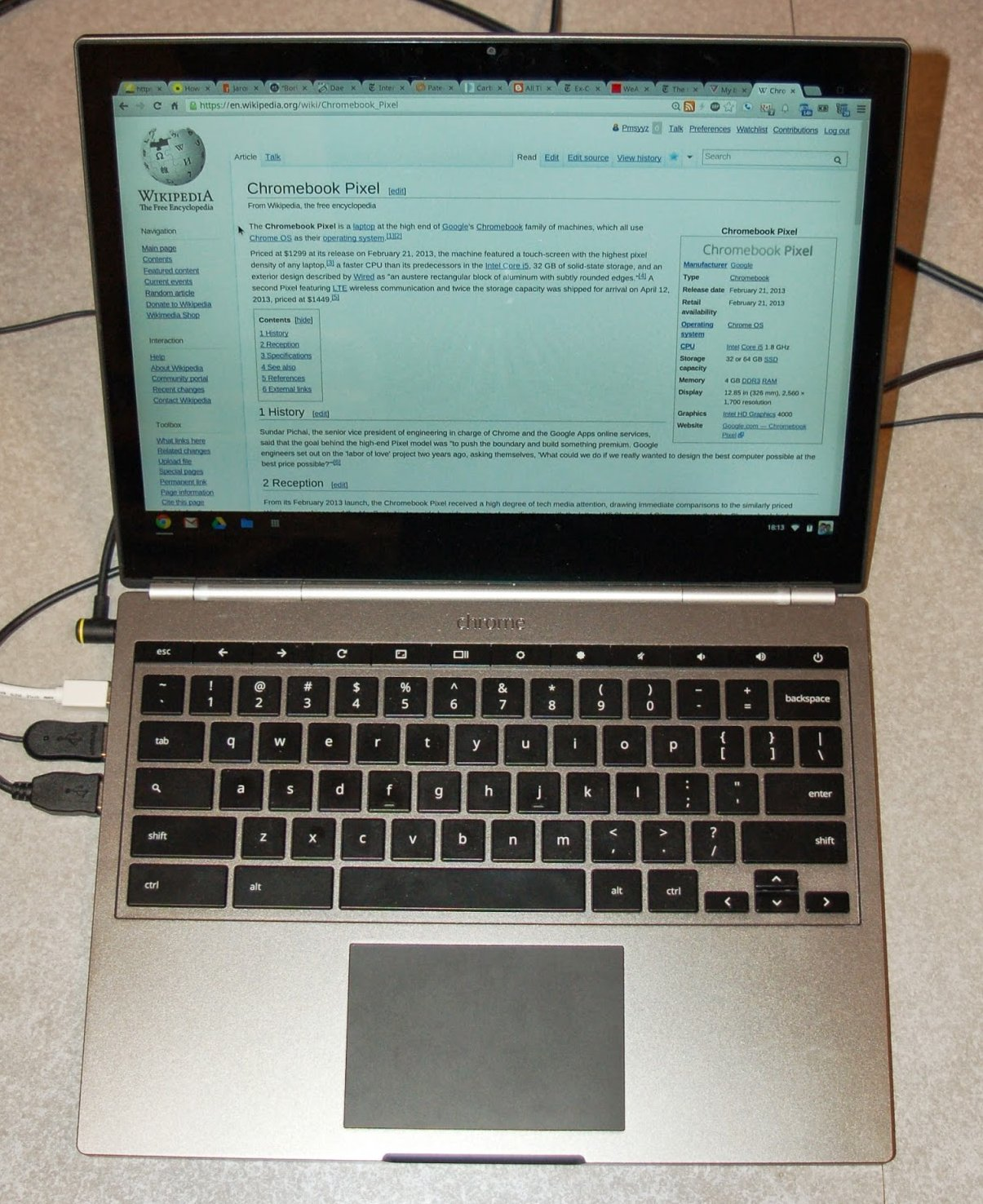

Chromebook Pixel 2013 года — первое устройство в линейке Pixel и первый ноутбук, созданный Google. Был анонсирован 21 февраля 2013 года в блоге компании.
Оснащён SD-/мультикардридером, Mini-DisplayPort’ом, комбинированным разъёмом для стереонаушников или микрофона и 2 портами USB версии 2.0. Некоторые устройства также имеют клавиатуру с подсветкой, тачпад, стереодинамики и 2 встроенных микрофона.
- Дисплей: 12,85", 2560x1700 пикселей
- Процессор: Intel Core i5 3-го поколения
- Память: 32 ГБ. При покупке ноутбука бесплатно даётся 1 ТБ памяти в «Google Диске» на 3 года
- RAM: 4 ГБ

### Chromebook Pixel (2015)
Cromebook Pixel 2015 года — второй ноутбук в линейке Pixel. Был также анонсирован в блоге компании 11 марта 2015 года.
- Дисплей: 12,85", 2560x1700 пикселей
- Процессор: Intel Core i5 или i7 5-го поколения
- Память: 32 или 64 ГБ. При покупке ноутбука бесплатно даётся 1 ТБ памяти в «Google Диске» на 3 года
- RAM: 8 или 16 ГБ
- Разъёмы: USB-C (2 шт.), USB 3.0 (2 шт.), слот для SD-карты, комбинированный разъём для наушников или микрофона
- Другие особенности: клавиатура с подсветкой, стеклянный тачпад, стереодинамики, 2 микрофона

### Pixelbook (2017)
Pixelbook — третий ноутбук в линейке Pixel. Был представлен 4 октября 2017 года.
- Дисплей: LCD, 12,3", 2400x1600 пикселей (235 PPI), мультисенсорная технология, яркость — 400 нит, покрытие цветности — 72 % (стандарт NTSC)
- Процессор: Intel Core i5 или i7 7-го поколения
- Внутренняя память: 128, 256 или 512 ГБ (стандарт NVMe)
- Оперативная память: 8 или 16 ГБ (тип DDR4)
- Особенности: встроенный Google Assistant, отгибаемая на 360° крышка. Отдельно от устройства продаётся стилус

### Pixelbook Go
Pixelbook Go — четвертый ноутбук в линейке Pixel. Был представлен 15 октября 2019 года.
- Дисплей: 13,3-дюймовый дисплей с разрешением 1920×1080 пикселей (166 точек на дюйм)
- Процессор: Intel Core m3, i5 или i7 8-го поколения (Amber Lake)
- Внутренняя память: 64, 128 или 256 ГБ встроенной памяти
- Оперативная память: 8 или 16 ГБ
- Аккумулятор: 47 Вт⋅ч